# パステル ラヴ
「パステル ラヴ」は、1978年6月20日に発売された金井夕子のデビュー・シングル。

## 解説
- 金井のデビュー曲制作にあたり作家を選出する会議で当時流行ってたシンガーソングライターに依頼することにより本人も大好きな尾崎亜美へのオファーをしたところから実現になった経緯がある[1]。
- オリコンヒットランキング最高位35位だったがベスト100位圏内には14週に渡りランクインした。
- 売り上げは約5.7万枚スマッシュヒットで彼女の代表曲となった[2]。

## 収録曲
- 両楽曲共に、作詞・作曲：尾崎亜美／編曲：船山基紀

1. パステル ラヴ [3:44]
2. パーフェクト ゲーム [3:26]

## カバー
- 尾崎亜美（1983年12月、セルフカバーアルバム『POINTS』）
- 松本典子（1987年4月22日、シングル「KEEP ME HANGIN ON 〜誘惑を抱きしめて〜」のB面）
  - サン・ジョルディの日のイメージソングとしてラジオCMでも使われた。また音楽番組でも数回カヴァー曲として歌唱披露している。金井夕子と松本典子は当時同じ第一プロダクション所属であった[3]。